# Научный роман

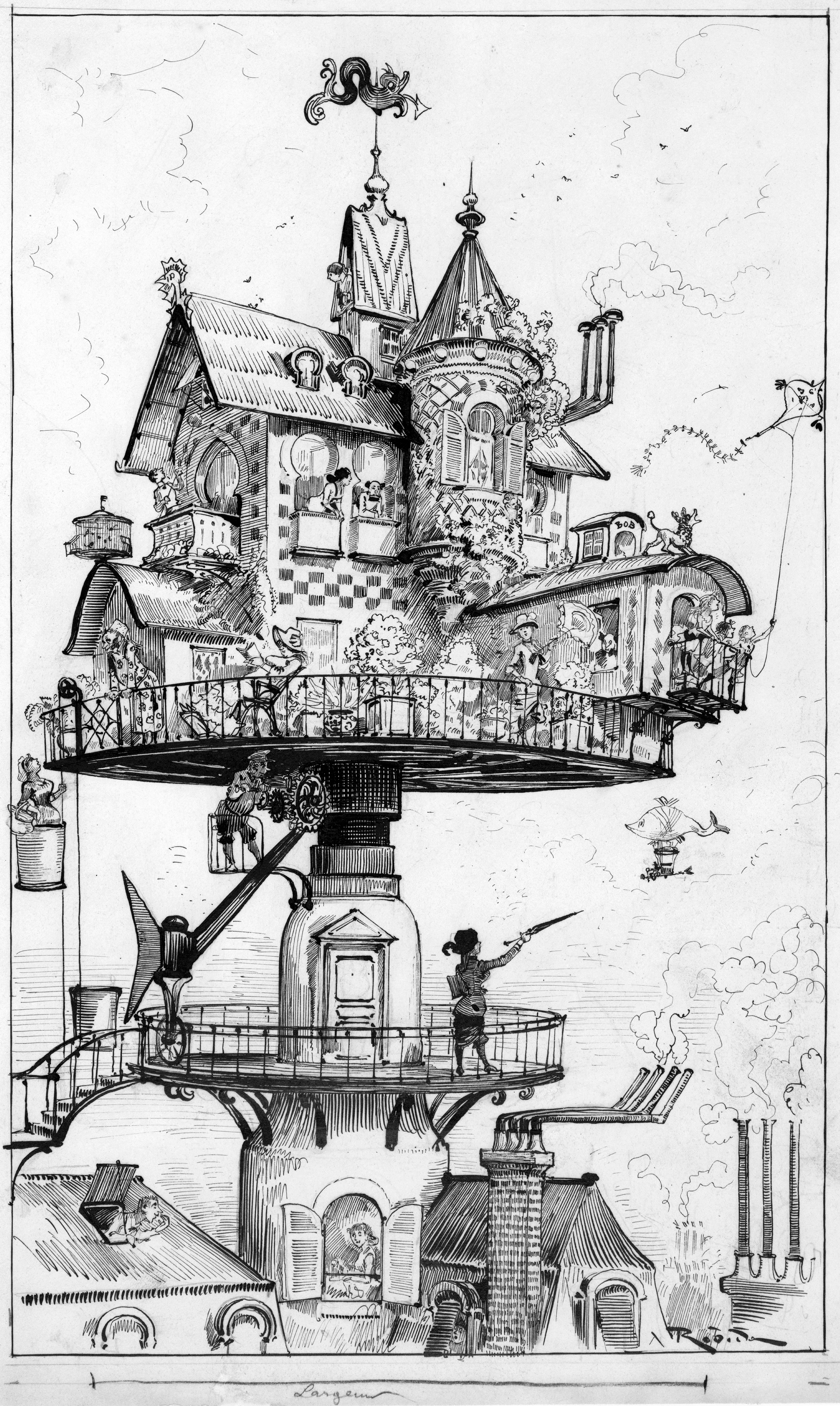
«Воздушный вращающийся дом» («Maison tournante aérienne»). Альбер Робида.

Научный роман — архаичный термин для жанра литературы в настоящее время широко известного как научная фантастика. Термин возник в 1850-х годах для описания художественных произведений с элементами научных сочинений, но затем стал относиться к научной фантастике конца девятнадцатого и начала двадцатого века, в первую очередь к произведениям Жюля Верна, Герберта Уэллса и Артура Конан Дойля. В последние годы этот термин стал применяться к научной фантастике, написанной в нарочито анахроничном стиле, как дань уважения или стилизация под оригинальные научные романы.

## История
Впервые термин «научный роман» был использован, как считается, в 1845 году для описания критиками произведения Роберта Чемберса «Vestiges of the Natural History of Creation», спекулятивной естественной истории, опубликованной в 1844 году, и был вновь использован в 1851 году в Edinburgh Ecclesiastical Journal and Literary Review при описании произведения Томаса Ханта «Panthea, or the Spirit of Nature». Термин «научный роман» чаще всего используется для обозначения научной фантастики в конце девятнадцатого и начале двадцатого века. Одним из первых писателей, произведения которого характеризовались таким образом был французский астроном и писатель Камиль Фламмарион, чьи «Recits de l’infini» и «La fin du monde» были описаны как научные романы. Также термин широко применялся для характеристики творчества Жюля Верна и Герберта Уэллса.
В последние годы термин «научных роман» переживает возрождение, будучи использован в современных произведениях научной фантастики, которые намеренно используют предыдущие стили. Примером такого романа является «Машина пространства» («The Space Machine: A Scientific Romance») Кристофера Приста.

## Примеры произведений
- «Флатландия» Эдвина Эбботта
- «Затерянный мир» Артура Конан Дойля
- «Последние и первые люди: История близлежащего и далёкого будущего» Олафа Стэплдона
- «Создатель звёзд» Олафа Стэплдона
- «Путешествие к центру Земли» Жюля Верна
- «Таинственный остров» Жюля Верна
- «Война миров» Герберта Уэллса
- «Машина времени» Герберта Уэллса
- «Человек-невидимка» Герберта Уэллса
- «Франкенштейн, или Современный Прометей» Мэри Шелли